# 日本チェス協会
日本チェス協会（にほんチェスきょうかい、英語: Japan Chess Association）は、かつて存在した日本におけるチェスの競技連盟。略称は、JCA。国際チェス連盟（FIDE）加盟の公式でありながら、法人ではなく代表者の個人事業であった。2019年1月をもってNational Chess Society of Japan（2023年に日本チェス連盟へ改称）に事業の大部分を引き継いで活動を終了した。
2006年と2010年のアジア大会チェス競技参加のため、一時日本オリンピック委員会の準加盟団体であったが、後に外れている。同様に日本アンチ・ドーピング機構にも加盟していたが後に外れている。
前会長の死去した2003年1月以降、渡井美代子（1945年生まれ）が会長を代行していた。

## 沿革と概要
- 沿革：
  - 1967年（昭和42年）、日本トーナメントチェス協会として設立。
  - 1968年10月、75番目の加盟国として国際チェス連盟（FIDE）加盟、これにともない日本チェス協会に改称。初代会長小松彰。
  - 1972年、小松会長辞任。
  - 1974年、松本康司が会長代行となり、1977年から会長[4]。
  - 2003年1月、松本会長急死。事務局長・渡井美代子が規程に従い「残余の任期」の間会長代行となる[5]。
  - 2007年1月、松本の死去から規程上会長の任期とされている4年[6]を経過したが、これ以降も渡井美代子は会長代行を務める[7]。
  - 2019年1月、活動を終了。
- 本部所在地：東京都大田区西蒲田7-7-7-504
- チェスセンター：チェス専用の対局場所・用品販売店として長く大田区池上のマンションの1室にあったが2018年1月をもって閉鎖された。
- 機関紙『チェス通信』[8]
- 会員数：不明。
- 国別世界ランキング：95位（2018年2月現在）[9]
- 2年ごとに開かれる国別団体戦のチェス・オリンピアードにはFIDE加盟以来の連続出場を続けている。2010年96位、2012年123位（史上最低）、2014年73位、2016年68位。個人世界選手権の地区予選には、当初はほぼ毎回参加していたが徐々に参加頻度が下がり、2009年を最後にひとりも参加していない。FIDE主催の大会のほか、ワールドマインドスポーツゲームズ (WMSG) などにも選手を送っている。
- FIDEの途上国支援委員会（CACDEC）の支援対象である[10]。

## 主な主催大会
太字はFIDE公式戦
- 全日本チェス選手権全国大会（5月）
- ジュニア選手権、シニア選手権、小学生選手権（7月）
- ジャパンリーグ（8月）
- クラブ選手権、女子選手権（9月）
- ジャパンオープン（11月）
- 学生選手権（12月）